# Élections générales sud-africaines de 1910
Les élections générales sud-africaines du 15 septembre 1910 sont les premières élections législatives organisées depuis la constitution du Dominion de l'Union de l'Afrique du Sud le 31 mai 1910. Ces élections ont été remportées  par le parti national sud-africain du premier ministre Louis Botha. 
Simultanément, des élections sont organisées pour élire les membres des conseils provinciaux de la province du Cap et du Transvaal. Celles concernant les conseils provinciaux du Natal et de l'État libre d'Orange ont lieu à une date ultérieure.

## Mode de scrutin
La chambre de l'assemblée du parlement sud-africain (chambre basse) compte 121 sièges lors de ces premières élections. 
En application du South Africa Act, la loi fondamentale, le suffrage électoral est celui qui était en vigueur dans les colonies constitutives de l'Union sud-africaine. Concrètement, le suffrage électoral est réservé aux hommes âgés de plus de 21 ans. Dans l’État libre d'Orange et le Transvaal, le suffrage électoral est limité aux seuls hommes blancs âgés de plus de 21 ans. Selon les modalités définies dans chaque province, des restrictions censitaires relatives aux revenus et aux biens subsistent cependant pour cette catégorie de population.
Dans la province du Cap, un système de franchise électorale non raciale, hérité de la colonie du Cap et basé sur l'instruction, le salaire et la propriété, permet aux hommes de couleur (Coloured et Noirs) de bénéficier du droit de vote et d'émarger sur les mêmes listes électorales que les Blancs. En 1910, 22 784 personnes appartenant aux communautés coloureds ou bantoues disposent de ce droit de vote, sur un total de 152 221 électeurs dans cette province. Un système similaire plus restrictif existe aussi au Natal mais seulement 200 non-Blancs sur un total de 22 786 électeurs bénéficient de cette franchise électorale. 
Le mode de scrutin est celui du scrutin uninominal majoritaire à un tour par circonscriptions. Son avantage est de permettre l'élection d'un candidat qui aura obtenu le plus de voix sur sa circonscription électorale mais son principal défaut est aussi de permettre l'élection d'un candidat qui peut se révéler minoritaire quand il n'a pas obtenu plus de 50 % des voix. 
| Provinces        | province du Cap | Natal | État libre d'Orange | Transvaal | Total |
| ---------------- | --------------- | ----- | ------------------- | --------- | ----- |
| Nombre de sièges | 51              | 17    | 17                  | 36        | 121   |

## Forces politiques en présence
Le Parti sud-africain (SAP) de Louis Botha est une alliance électorale regroupant les 3 formations politiques afrikaners qui dirigeaient les colonies du Cap, du Transvaal et de l'Orange à savoir le South African Party (ou Afrikaner Bond), Het Volk et Orangia Unie. En 1910, cette alliance porte le nom de South African National Party et ne prend son nom définitif de parti sud-africain qu'en 1911 lors de sa constitution officielle. C'est un parti dont l'objectif est de redonner le pouvoir aux Afrikaners mais aussi de favoriser la réconciliation politique, économique et sociale avec les Blancs anglophones. Il représente les intérêts des grands propriétaires terriens du Transvaal et a le soutien des anglophones et des modérés mais aussi surtout celui des Afrikaners ruraux, attachés à leurs traditions et à leurs privilèges de Blancs. 
Son principal adversaire est le parti unioniste de Leander Starr Jameson. C'est un parti conservateur pro-britannique issu du 'Unionist Party of Cape Colony, du Constitutional Party of the Orange River Colony et des Progressives of Transvaal. Ses sympathisants, qui se considèrent aux avant-postes de l'Empire britannique, sont méfiants envers les Afrikaners dont ils doutent de leur loyauté envers Londres. Ils veulent que l'Afrique du Sud soient un dominion blanc de culture anglophone. Ils rassemblent notamment derrière eux les milieux industriels et financiers du Witwatersrand.
L'élite noire urbanisée n'est pas représentée à l'exception de la province du Cap. Sa principale revendication électorale est l'extension de la franchise du Cap aux provinces du Transvaal et de l'État libre d'Orange. Ils sont notamment soutenus par J.W. Sauer.

## Contexte politique
Ce sont les premières élections nationales d'Afrique du Sud au suffrage censitaire essentiellement blanc et exclusivement masculin. Elles interviennent dans le contexte d'un pays où les Blancs sont minoritaires numériquement (1,27 million) et où les populations bantouphones (4 millions) sont totalement exclues du droit de vote (à l'exception de la province du Cap). C'est également un pays profondément marqué par la seconde guerre des Boers mais où les populations vaincues sont majoritaires au sein du collège électoral.

## Résultats
Au soir des élections, le Parti national sud-africain obtient la majorité des sièges face au parti unioniste. Louis Botha est cependant battu dans la circonscription de Pretoria-est par Sir James Percy FitzPatrick, l'auteur de Jock of the Bushveld, ce qui l'oblige à solliciter un autre siège lors d'une élection partielle qui a lieu dans la circonscription de Losberg avant la réunion du nouveau parlement. Si Jan Smuts, principal ministre du gouvernement et allié de Botha, est élu dans la circonscription de Pretoria-ouest, deux autres ministres sont également battus (Henry Charles Hull, le ministre des finances et Frederick Robert Moor, le ministre du commerce et ancien premier ministre de la colonie du Natal). Hull est finalement élu à Barberton en octobre 1910 lors d'une élection partielle. Si le travailliste Frederic Creswell est élu à Jeppes, l'unioniste Thomas Smartt est de son côté élu sans opposition à Fort Beaufort ainsi que Jameson au Cap.
| Parti              | Cap | Natal | Orange FS | Transvaal | Total |
| ------------------ | --- | ----- | --------- | --------- | ----- |
| Parti Sud-Africain | 29  | 1     | 16        | 20        | 66    |
| Unionistes         | 21  | 4     | 1         | 12        | 38    |
| Parti travailliste | -   | -     | -         | 4         | 4     |
| Indépendants       | 1   | 12    | -         | -         | 13    |
| Total              | 51  | 17    | 17        | 36        | 121   |